# King of the Roaring 20's: The Story of Arnold Rothstein
Pour plus de détails, voir Fiche technique et Distribution.
King of the Roaring 20's: The Story of Arnold Rothstein est un film américain réalisé par Joseph M. Newman, sorti en 1961.

## Fiche technique[1]
- Titre : King of the Roaring 20's: The Story of Arnold Rothstein
- Réalisation : Joseph M. Newman
- Scénario : Jo Swerling d'après le livre de Leo Katcher
- Direction artistique : Dave Milton (en)
- Décors : Joseph Kish
- Photographie : Carl E. Guthrie
- Montage : George White
- Musique : Franz Waxman
- Pays de production : États-Unis
- Format : Noir et blanc - 1,85:1 - Mono
- Genre : biographie
- Durée : 106 minutes
- Date de sortie : 1961

## Distribution
- David Janssen : Arnold Rothstein
- Mickey Rooney : Johnny Burke
- Dianne Foster : Carolyn Green
- Jack Carson : Big Tim O'Brien
- Diana Dors : Madge
- Dan O'Herlihy : Phil Butler
- Mickey Shaughnessy : Jim Kelly
- Keenan Wynn : Tom Fowler
- William Demarest : Henry Hecht
- Regis Toomey : Bill Baird
- Robert Ellenstein : Lenny
- Murvyn Vye : Williams
- Tim Rooney (en) : Johnny, enfant
- Jimmy Baird (en) : Arnold, enfant
- Joseph Schildkraut : Abraham Rothstein